# Anything (EP)
Anything  —en españolː Lo que sea— es el primer demo y EP de la banda de rock irlandesa The Cranberry Saw Us, posteriormente conocidos como The Cranberries. Fue publicado por Xeric Records en enero de 1990, pocos meses después de la formación de la agrupación y siendo editado únicamente formato casete. Las cuatro canciones que componen Anything fueron grabadas en los estudios Xeric en Limerick, Irlanda y producidas por Pearse Gilmore el que posteriormente terminaría siendo el representante del grupo hasta 1991.
Este es el único trabajo donde aparece el vocalista original, Niall Quinn, quien al poco tiempo del lanzamiento del EP abandonaría The Cranberry Saw Us en buenos términos para regresar con su anterior banda. En la siguiente grabación de la agrupación, Water Circle, publicado siete meses después, fue sustituido por Dolores O'Riordan, la cual ocupó el lugar de vocalista, teclista y letrista, siendo también compositora junto al guitarrista Noel Hogan. 
Noel Hogan fue quien diseño la portada del casete, que al crearla cometió un error tipográfico al escribir mal el nombre de la banda como 'The Cranbery Saw Us'.

## Lista de canciones
| Lado A |                              |                         |          |  |
| N.º    | Título                       | Escritor(es)            | Duración |  |
| 1.     | «Throw Me Down a Big Stairs» | Niall Quinn, Mr. Smyth  | 2:32     |  |
| 2.     | «How's It Going to Bleed»    | Noel Hogan, Niall Quinn | 3:54     |  |

| Lado B |                     |              |          |  |
| N.º    | Título              | Escritor(es) | Duración |  |
| 1.     | «Storm in a Teacup» | Niall Quinn  | 3:41     |  |
| 2.     | «Good Morning God»  | Niall Quinn  | 2:52     |  |

## Créditos
| The Cranberry Saw Us - Niall Quinn - Voz y guitarra. - Noel Hogan - Guitarra. - Mike Hogan - Bajo eléctrico. - Fergal Lawler - Batería. Músicos adicionales - Jim - Sintetizador. - Andy - Armónica. - Morgan - Acordeón. - Claire - Violín. | Otros - Pearse Gilmore - Producción, ingeniero de sonido - Noel Hogan - Diseño |